# El Jaral, Jalisco
El Jaral är en ort i Mexiko.   Den ligger i kommunen Unión de San Antonio och delstaten Jalisco, i den centrala delen av landet, 400 km nordväst om huvudstaden Mexico City. El Jaral ligger 1 903 meter över havet och antalet invånare är 102.
Terrängen runt El Jaral är huvudsakligen platt, men norrut är den kuperad. Runt El Jaral är det glesbefolkat, med 20 invånare per kvadratkilometer. Närmaste större samhälle är Union de San Antonio, 6,4 km sydväst om El Jaral. I omgivningarna runt El Jaral växer huvudsakligen savannskog.